# Геокрінія
Геокрінія (Geocrinia) — рід безхвостих земноводних родини Австралійські жаби (Myobatrachidae). Ці жаби є ендеміками Австралії. Всі види цього роду належали спочатку роду Crinia. Подальші дослідження показали, що є деякі суттєві відмінності між цією групою жаб і Crinia. Вони мають злегка міцніше тіло, гладку шкіру на вентральній стороні і ще відкладають яйця поза водою. П'ять з семи видів живе у Західній Австралії, а два інших види приурочені до Південно-Східної Австралії.
Geocrinia alba на межі зникнення, через втрату середовища проживання від розширення виноробної промисловості у Західній Австралії.

## Види
- Geocrinia laevis (Günther, 1864)
- Geocrinia leai (J. J. Fletcher, 1898)
- Geocrinia sparsiflora Parkin, Donnellan, Parkin, Shea & Rowley, 2023
- Geocrinia victoriana (Boulenger, 1888)